# Área esteparia de La Mancha norte
Área esteparia de La Mancha norte este o arie protejată (arie de protecție specială avifaunistică — SPA) din Spania întinsă pe o suprafață de 107.059,63 ha, integral pe uscat.

## Localizare
Centrul sitului Área esteparia de La Mancha norte este situat la coordonatele 39°41′17″N 3°34′44″W / 39.6881°N 3.5789°V.

## Înființare
Situl Área esteparia de La Mancha norte a fost declarat arie de protecție specială avifaunistică în iulie 2005 pentru a proteja 41 de specii de animale.

## Biodiversitate
Situată în ecoregiunea mediteraneană, aria protejată conține 15 habitate naturale: Pante stâncoase silicioase cu vegetație casmofită, Stepe sărăturate mediteraneene (Limonietalia), Dehesas cu Quercus spp. perene, Matorral arborescenți cu Juniperus spp., Salicornia și alte specii anuale care populează regiunile mlăștinoase și nisipoase, Galerii de Salix alba și de Populus alba, Păduri de Quercus ilex și Quercus rotundifolia, Galerii și tufărișuri riverane sudice (Nerio-Tamaricetea și Securinegion tinctoriae), Pajiști umede mediteraneene cu ierburi înalte de Molinio-Holoschoenion, Lande oro-mediteraneene cu formațiuni endemice de grozamă, Pășuni mediteraneene udate de apa mării (Juncetalia maritimi), Pseudostepă cu ierburi și specii anuale de Thero-Brachypodietea, Tufărișuri halo-nitrofile (Pegano-Salsoletea), Vegetație gipsofilă iberică (Gypsophiletalia), Păduri de pin mediteraneene cu pini mezogeni endemici.
La baza desemnării sitului se află mai multe specii protejate:
- păsări (40): uliu porumbar (Accipiter gentilis), vulturul negru (Aegypius monachus), pescăruș albastru (Alcedo atthis), fâsă-de-câmp (Anthus campestris), Aquila adalberti, ciuf de câmp (Asio flammeus), pasărea ogorului (Burhinus oedicnemus), șorecarul comun (Buteo buteo), ciocârlie-cu-degete-scurte (Calandrella brachydactyla), Caprimulgus ruficollis, Charadrius morinellus, Chersophilus duponti, șerpar (Circaetus gallicus), erete de stuf (Circus aeruginosus), erete vânăt (Circus cyaneus), erete cenușiu (Circus pygargus), dumbrăveancă (Coracias garrulus), prepeliță (Coturnix coturnix), șoim de iarnă (Falco columbarius), Falco naumanni, vânturel roșu (Falco tinnunculus), ciocârlan (Galerida cristata), Galerida theklae, cocor (Grus grus), Lanius excubitor meridionalis, ciocârlie de pădure (Lullula arborea), ciocârlie de bărăgan (Melanocorypha calandra), prigoare (Merops apiaster), gaia neagră (Milvus migrans), gaia roșie (Milvus milvus), codobatura galbenă (Motacilla flava), pietrar mediteranean (Oenanthe hispanica), dropie (Otis tarda), Pterocles alchata, Pterocles orientalis, turturică (Streptopelia turtur), silvie de tufiș (Sylvia undata), spârcaci (Tetrax tetrax), pănțărușul (Troglodytes troglodytes), pupăză (Upupa epops)
- reptile (1): Mauremys leprosa

Pe lângă speciile protejate, pe teritoriul sitului au mai fost identificate 7 specii de plante, 11 specii de păsări, 7 specii de amfibieni, 4 specii de mamifere, 11 specii de reptile.